# Zoo Tycoon 2
A Zoo Tycoon 2 egy állatkertépítő és irányító menedzser-videójáték, a Zoo Tycoon második része. A játék elérhető Microsoft Windows, Mac OS X operációs rendszeren, továbbá mobiltelefonon és Nintendo DS konzolon.

## Játékmenet
A játék célja, hogy a rendelkezésre álló pénz megfelelő elköltésével egy népszerű és látványos állatkertet építsünk az állatoknak, és minél több látogató látogassa azt meg. A belépőjegyek árából további állatokat vásárolhatunk. A kerítésépítés és a növényzet kiválasztása közben figyelembe kell venni az állatok igényeit, mert a boldogtalan vagy rosszul tartott állatok elpusztulnak.
A Zoo Tycoon 2 alapvetően nem más, mint egy, a klasszikus Tycoon-hagyományokat követő menedzser-játék, melyben egy állatkert felépítése a feladat. Ehhez mindenekelőtt kerítésekkel körülzárt területeket kell elkülönítenünk, melynek belsejét a kiválasztott állatnak megfelelően kell berendeznünk. Mindenekelőtt a talajtípust kell meghatározni (például sivatagi homok vagy vizes terület), majd néhány díszítőelemet – növények, sziklák –, vagy játékot belerakni. Ezután jöhet az állat betelepítése, ennek során mi választhatjuk ki, hogy hím- vagy nőnemű lényt szeretnénk látni a ketrecben (illetve ezeket milyen arányban). Igazából kezdetben praktikusabb ez utóbbi két lépést felcserélni, mert miután van egy élőlény a ketrecben, tanácsot kaphatunk a szakértőtől, hogy mi is az, ami hiányzik még az állatnak, vagy mi nem tetszik neki. Sőt, amikor például növényeket telepítünk az állatokhoz, vigyorgó vagy szomorkodó kis smiley-k képében láthatjuk, hogy valójában jó-e, amit csinálunk. (Pont emiatt nagyon hasznos a visszavonás funkció, mert így gyorsan eltüntethetjük a már felesleges sziklát vagy bokrot.)
Az állatok mellett két dologra kell még figyelmet fordítanunk: az alkalmazottakra és a látogatókra. Az előbbiek gondoskodnak az állatokról, etetik őket, és tisztítják a ketreceiket, valamint figyelnek a látogatókra is, és takarítanak utánuk. A látogatók pedig a bővítéshez szükséges pénzt hozzák, így nem árt, ha odafigyelünk az igényeikre. Padoktól kezdve üdítőital- és pizzaáruson keresztül állatsimogató épületig óriási választéka vár a különféle létesítményeknek.
A játék az előző verzióhoz képest rengeteget fejlődött. Számos új játékmóddal bővült a Zoo Tycoon, például a kampánnyal, A kihívás játékmóddal (Challenge) és a kötetlen játékkal (Freeform).

## Állatok

### Alpesi állatok
- Kőszáli kecske
- Hópárduc

### Északi erdei állatok
- Grizzly medve
- Jávorszarvas

### Sivatagi állat
- Dromedár teve

### Szavannai állatok
- Afrikai elefánt
- Fekete orrszarvú
- Gepárd
- Közönséges zebra
- Oroszlán
- Strucc
- Recés zsiráf
- Thomson-gazella

### Bozótosi állatok
- Nyársas antilop
- Vörös kenguru

### Mérsékelt övi erdei állatok
- Kék páva
- Óriáspanda
- Vörös panda

### Trópusi erdei állatok
- Bengáli tigris
- Csimpánz
- Jaguár
- Hegyi gorilla
- Okapi
- Gyűrűsfarkú maki

### Tundrai állatok
- Császárpingvin
- Jegesmedve

### Vizes élőhelyen élő állatok
- Amerikai hód
- Rózsás flamingó
- Víziló
- Nílusi krokodil

A füves pusztai állatok hiányoznak.

## Dolgozók
A játékban különböző alkalmazottakat is fel kell venni a park megfelelő működésének a biztosításához
- Gondozó
- Karbantartó
- Oktató

## Kiegészítők
A játékhoz öt kiegészítő jelent meg:
- A Zoo Tycoon 2: Endangered Species veszélyeztetett állatfajokkal bővült, például amerikai bölény, koala, jávai orrszarvú, sivatagi róka, stb. 2005 októberében jelent meg.
- A Zoo Tycoon 2: African Adventures afrikai állatfajokkal (földimalac, kafferbivaly, afrikai sarkantyús teknős, berbermakákó, bongó, karakál, etióp farkas, dzseládapávián, zsiráfnyakú gazella, mandrill, maszáj zsiráf, szurikáta, nílusi varánusz, törpevíziló, méhészborz, kígyászkeselyű, csíkos hiéna, varacskosdisznó, fehér orrszarvú, gnú) és helyszínekkel (Atlasz hegység, Jóreménység foka, Kongó-medence, Maluti, Kilimandzsáró, Okavango-delta, Szahara, Szerengeti) bővült. 2006 májusában jelent meg.
- A Zoo Tycoon 2: Dino Danger Pack-ben dinoszauruszok választhatóak,
- A Zoo Tycoon 2: Marine Mania tengeri állatfajokkal bővült (beluga, palackorrú delfin, kaliforniai oroszlánfóka, kis kardszárnyúdelfin, kardszárnyú delfin, rozmár, tengeri vidra, rövidszárnyú gömbölyűfejű-delfin, feketeúszójú szirticápa, kék marlin, koboldcápa, közönséges tengeriteknős, kérgesteknős, narvál, nagy ördögrája, sziklaugró pingvin, csipkés pörölycápa, karibi manáti, érdescápa, nagy fehércápa). 2006 októberében jelent meg.
- A Zoo Tycoon 2: Extinct Animals kihalt állatokkal bővült (amerikai masztodon, Ankylosaurus, őstulok, kék lóantilop, bozótagancsú szarvas, Carnotaurus, barlangi oroszlán, Deinonychus, Deinosuchus, Dimetrodon, Diprotodon, dodó, Doedicurus, Loxodonta falconeri, elefántmadár, Gigantocamelus, Megatherium, óriás varacskosdisznó, Gigantopithecus, Kentrosaurus, Protarchaeopteryx, Smilodon, rövidfejű medve, Sivatherium, Stegosaurus, Stokesosaurus, Styracosaurus, erszényesfarkas, Triceratops, Tyrannosaurus rex, Utahraptor, Velociraptor, falklandi pamparóka, gyapjas orrszarvú).

## Gépigény
- Microsoft Windows 2000 / XP
- 1 GHz CPU
- 512 MB RAM
- 1 GB HDD
- 32 MB-os videókártya Hardware Transform & Lighting technológiával
- DirectX 9.0
- CD-ROM meghajtó
- opcionálisan internetelérés is

## Lásd még
- Zoo Tycoon